# Metrostation Ekkattuthangal

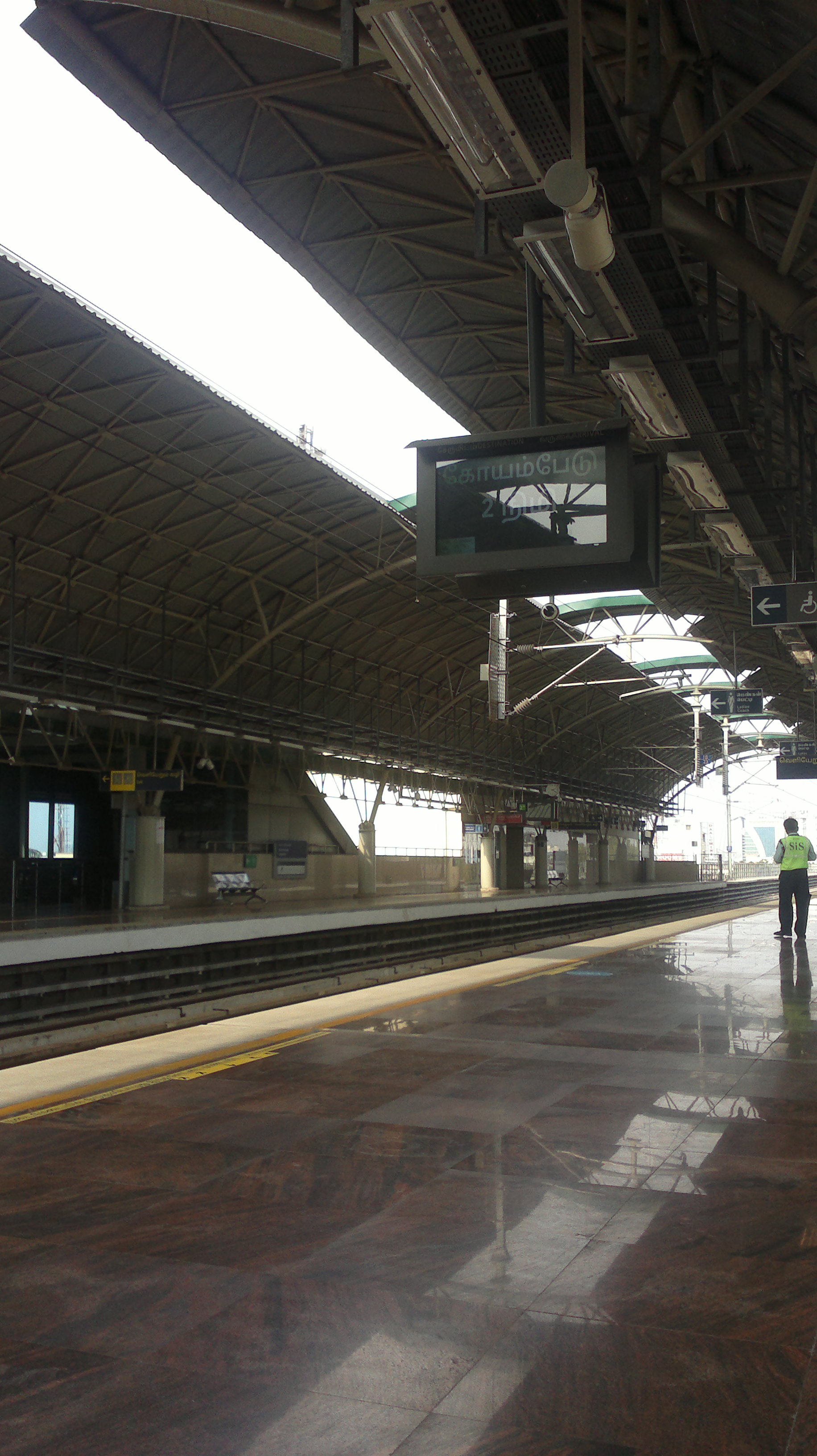
Bahnsteig

Die Metrostation Ekkattuthangal (Tamil: ஈக்காட்டுத்தாங்கல்) ist ein oberirdischer U-Bahnhof der Metro Chennai. Er wird von der Grünen Linie bedient.
Die Metrostation Ekkattuthangal befindet sich im gleichnamigen Stadtteil Ekkattuthangal im Südwesten Chennais. Sie ist als Hochbahnhof konzipiert und befindet sich oberhalb der Ringstraße Inner Ring Road (Jawaharlal Nehru Road). Die Station Ekkattuthangal wurde am 29. Juni 2015 als Teil des ersten Streckenabschnitts der Grünen Linie eröffnet.